# Campeonato Mundial de Gimnasia Artística de 2006
El XXXIX Campeonato Mundial de Gimnasia Artística se celebró en Aarhus (Dinamarca) entre el 13 y el 21 de octubre de 2006 bajo la organización de la Federación Internacional de Gimnasia (FIG) y la Federación Danesa de Gimnasia.
Las competiciones se llevaron a cabo en la NRGi Arena.

## Calendario
| Día   | Hora*       | Evento                 | Tipo |
| ----- | ----------- | ---------------------- | ---- |
| 13.10 | 19:00-21:00 | Ceremonia de apertura  |      |
| 14.10 | 09:00-22:15 | Clasificación          | M    |
| 15.10 | 11:00-21:45 | Clasificación          | M    |
| 16.10 | 09:00-21:30 | Clasificación          | F    |
| 17.10 | 09:00-22:15 | Clasificación          | F    |
| 17.10 | 19:00-21:00 | Concurso por equipos   | M    |
| 18.10 | 19:00-21:00 | Concurso por equipos   | F    |
| 19.10 | 15:30-18:30 | Concurso completo ind. | M    |
| 19.10 | 19:30-22:00 | Concurso completo ind. | F    |
| 20.10 | 19:00-22:30 | Finales por aparato    | M    |
| 21.10 | 14:30-17:00 | Finales por aparato    | F    |
| 21.10 | 20:00-23:00 | Gala de exhibición     |      |

## Resultados

### Masculino
| Evento                 | Oro                                                                         | Plata | Bronce |
| ---------------------- | --------------------------------------------------------------------------- | --- | --- |
| Concurso completo ind. | Wei Yang China 94,400 pts.                                                  | Hiroyuki Tomita Japón 93,175 pts.                                                                                    | Fabian Hambüchen · Alemania · 92,975 pts.                                                                  |
| Suelo                  | Marian Drăgulescu Rumania 16,250                                            | Diego Hypólito · Brasil · 16,150                                                                                     | Kyle Shewfelt · Canadá · 15,700                                                                            |
| Caballo con aros       | Qin Xiao China 16,025                                                       | Prashanth Sellathurai Australia 15,750                                                                               | Alexander Artemev Estados Unidos 15,500                                                                    |
| Anillas                | Yibing Chen China 16,525                                                    | Jordan Jovchev Bulgaria 16,325                                                                                       | Yuri van Gelder · Países Bajos · 16,300                                                                    |
| Salto de potro         | Marian Drăgulescu Rumania 16,487                                            | Dimitri Kaspiarovich · Bielorrusia · 16,312                                                                          | Fabian Hambüchen · Alemania · 15,825                                                                       |
| Paralelas              | Wei Yang China 16,075                                                       | Hiroyuki Tomita Japón / Won Chul Yoo Corea del Sur 15,950                                                            | |
| Barra fija             | Philippe Rizzo Australia 16,125                                             | Aljaž Pegan Eslovenia 15,900                                                                                         | Vlasios Maras · Grecia · 15,800                                                                            |
| Concurso por equipos   | China Chen Yibing Feng Jing Liang Fuliang Xiao Qin Yang Wei Zou Kai 277,775 | Rusia Maksim Deviatovski Dmitri Gogotov Serguéi Jorojordin Nikolái Kriúkov Yuri Riazánov Aleksandr Safoshkin 275,400 | Japón Hisashi Mizutori Takehito Mori Takuya Nakase Eichi Sekiguchi Hiroyuki Tomita Naoya Tsukahara 274,800 |

### Femenino
| Evento                 | Oro                                                                     | Plata | Bronce |
| ---------------------- | ----------------------------------------------------------------------- | --- | --- |
| Concurso completo ind. | Vanessa Ferrari · Italia · 61,025 pts.                                  | Jana Bieger Estados Unidos 60,750 pts.                                                                         | Sandra Izbaşa Rumania 60,250 pts.                                                                              |
| Salto de potro         | Fei Cheng China 15,712                                                  | Alicia Sacramone Estados Unidos 15,325                                                                         | Oxana Chusovitina · Alemania · 15,100                                                                          |
| Barras asimétricas     | Elizabeth Tweddle Reino Unido 16,200                                    | Anastasia Liukin Estados Unidos 16,050                                                                         | Vanessa Ferrari · Italia · 15,775                                                                              |
| Barra                  | Irina Krasnianska · Ucrania · 15,575                                    | Sandra Izbaşa Rumania 15,500                                                                                   | Elyse Hopfner-Hibbs · Canadá · 15,475                                                                          |
| Suelo                  | Fei Cheng China 15,875                                                  | Jana Bieger Estados Unidos 15,550                                                                              | Vanessa Ferrari · Italia · 15,450                                                                              |
| Concurso por equipos   | China Zhou Zhuoru Zhang Nan Cheng Fei Pang Panpan He Ning Li Ya 182,200 | Estados Unidos Jana Bieger Chellsie Memmel Alicia Sacramone Nastia Liukin Natasha Kelley Ashley Priess 181,350 | Rusia Anna Grudko Svetlana Kliukina Polina Miller Anna Pávlova Kristina Právdina Yelena Zamolódchikova 177,325 |

## Medallero
| Núm. | País           | Oro | Plata | Bronce | Total |
| ---- | -------------- | --- | ----- | ------ | ----- |
| 1    | China          | 8   | 0     | 0      | 8     |
| 2    | Rumania        | 2   | 1     | 1      | 4     |
| 3    | Australia      | 1   | 1     | 0      | 2     |
| 4    | Italia         | 1   | 0     | 2      | 3     |
| 5    | Reino Unido    | 1   | 0     | 0      | 1     |
| 5    | Ucrania        | 1   | 0     | 0      | 1     |
| 7    | Estados Unidos | 0   | 5     | 1      | 6     |
| 8    | Japón          | 0   | 2     | 1      | 3     |
| 9    | Rusia          | 0   | 1     | 1      | 2     |
| 10   | Bielorrusia    | 0   | 1     | 0      | 1     |
| 10   | Brasil         | 0   | 1     | 0      | 1     |
| 10   | Bulgaria       | 0   | 1     | 0      | 1     |
| 10   | Corea del Sur  | 0   | 1     | 0      | 1     |
| 10   | Eslovenia      | 0   | 1     | 0      | 1     |
| 15   | Alemania       | 0   | 0     | 3      | 3     |
| 16   | Canadá         | 0   | 0     | 2      | 2     |
| 17   | Grecia         | 0   | 0     | 1      | 1     |
| 17   | Países Bajos   | 0   | 0     | 1      | 1     |
|      | TOTAL          | 14  | 15    | 13     | 42    |